# Weir di Hermiston
Weir di Hermiston (titolo originale Weir of Hermiston), pubblicato in Italia anche con i titoli Cristina e Il giudice è un romanzo incompiuto di Robert Louis Stevenson pubblicato postumo nel 1896.

## Storia
Nella prima edizione un commento di Sidney Colvin e in altre spesso una testimonianza del figliastro Lloyd Osbourne uniscono al testo il ricordo delle vicende editoriali legate alla pubblicazione postuma.
Dopo una poesia di dedica alla moglie Fanny, Stevenson mise un prologo che ambienta la storia e il tono complessivo del racconto in un paese nebbioso dove sono stati compiuti due assassini a distanza di anni e che per questo la gente crede sia stregato e frequentato dai fantasmi. Per quanto ormai nessuno creda più a queste superstizioni è però questo il luogo in cui ogni tanto si racconta la storia del Giudice e del suo giovane figlio.
Il racconto, che si svolge nella contea di Lothian e a Edimburgo, al tempo delle Guerre napoleoniche si srotola poi in 9 capitoli, l'ultimo dei quali chiaramente interrotto.
La critica in generale si è accorta che, se la morte di Stevenson non avesse fermato la stesura ed eventuali revisioni, il romanzo sarebbe risultato come uno dei suoi migliori, forse il capolavoro che stava cercando.

## Trama
È la storia di Archie, un ragazzo di buona famiglia scozzese con sensibilità a tratti acuta e di stampo romantico dopo la morte della madre, Jean Rutherford, che aveva sposato a sorpresa il marito Adam Weir, giudice, per poi lasciarlo vedovo con questo unico figlio forse troppo fragile.
Sebbene la governante Kristie cerchi di proteggerlo, dopo il processo e la condanna di un tale Duncan Jopp che ha messo l'opinione del figlio contro il padre, e nonostante qualche intervento di Glenalmond, collega del padre, il contrasto tra padre e figlio sembra insanabile e il primo finisce che allontana il secondo mandandolo nella tenuta di campagna di Hermiston.
Qui il ragazzo si innamora di un'altra Kristie (qualcuno dice che per evitare confusione Stevenson avrebbe poi cambiato il nome a una delle due, ma è comunque sintomatico che la ragazza porti il nome della sua governante, cioè di colei che ha sostituito la madre a bilanciare con qualche tenerezza la severità del padre).

## Edizioni italiane
- trad. di Francesco Fenghi, Garzanti, Milano 1982
- trad. di Giovanna Saffi, Sellerio, Palermo 1994 ISBN 88-389-1019-7; poi Fabbri, Milano 2001
- trad. di Franco Marucci, Mondadori, Milano 1982 (in Romanzi, racconti e saggi a cura di Attilio Brilli, ne «I Meridiani») e nella collana «Oscar» 2000 ISBN 88-04-48153-6
- trad. di Luisa Pecchi, Nobel, Milano 2014 ISBN 978-88-97-50238-8